# مارتین چارتریس
مارتین چارتریس، بارون چارتریس آمیزفیلد (انگلیسی: Martin Charteris, Baron Charteris of Amisfield؛ ۷ سپتامبر ۱۹۱۳ – ۲۳ دسامبر ۱۹۹۹) نظامی اهل بریتانیا و منشی دربار ملکه الیزابت دوم بود.